# Temognatha grandis
Temognatha grandis es una especie de escarabajo del género Temognatha, familia Buprestidae. Fue descrita científicamente por Donovan en 1805.
Esta especie está presente en Nueva Gales del Sur. Estos escarabajos se pueden encontrar en cuencas de drenaje y zonas costeras y oceánicas.  

## Descripción
Puede alcanzar una longitud de aproximadamente 55 milímetros (2,2 pulgadas). El color del cuerpo es negro, con un borde amarillo a cada lado. La cabeza y las piernas son negras. Estos escarabajos son florívoros y se alimentan de las flores de varios árboles y arbustos (especialmente especies de Angophora hispida y Leptospermum). Las larvas son barrenadores de la madera de Eucalyptus gracilis, Eucalyptus oleosa, Eucalyptus uncinata y Eucalyptus foecunda.